# Jimaní
Jimaní est une ville de l'ouest de la République dominicaine, à la frontière haïtienne qui passe entre l'étang Saumâtre (en Haïti) et le lac Enriquillo (en République dominicaine). La ville se trouve sur les rives de la rivière Jimani. C'est la capitale de la province d'Independencia, dont la population est de 11 414 habitants (5 842 en zone urbaine et 5 572 en zone rurale).
Le poste-frontière de Mal Paso qui se trouve à environ 2 km, est le principal point de passage entre deux les pays, puisque plus de moitié des échanges commerciaux s'y effectue, la route qui le franchit reliant directement les deux capitales : Port-au-Prince et Saint-Domingue.
Le 24 mai 2004, Jimaní a été lourdement touchée par une crue de la rivière.